# Dänische Badmintonmeisterschaft 2024
Die Dänische Badmintonmeisterschaft 2024 fand vom 7. bis zum 10. Februar 2024 in Sønderborg statt. Es war die 94. Austragung der nationalen Titelkämpfe im Badminton in Dänemark.

## Titelträger
| Disziplin    | Gold                            | Silber                                | Bronze                                         |
| ------------ | ------------------------------- | ------------------------------------- | ---------------------------------------------- |
| Herreneinzel | Rasmus Gemke                    | Magnus Johannesen                     | Hans-Kristian Vittinghus                       |
| Herreneinzel | Rasmus Gemke                    | Magnus Johannesen                     | Mads Christophersen                            |
| Dameneinzel  | Line Christophersen             | Mia Blichfeldt                        | Julie Dawall Jakobsen                          |
| Dameneinzel  | Line Christophersen             | Mia Blichfeldt                        | Amalie Schulz Terp-Nielsen                     |
| Herrendoppel | Andreas Søndergaard Jesper Toft | Daniel Lundgaard Mads Vestergaard     | Christian Faust Kjær William Kryger Boe        |
| Herrendoppel | Andreas Søndergaard Jesper Toft | Daniel Lundgaard Mads Vestergaard     | Rasmus Kjær Frederik Søgaard                   |
| Damendoppel  | Maiken Fruergaard Sara Thygesen | Amalie Magelund Natasja P. Anthonisen | Emilia Nesic Lærke Tolstrup Hvid               |
| Damendoppel  | Maiken Fruergaard Sara Thygesen | Amalie Magelund Natasja P. Anthonisen | Amalie Cecilie Kudsk Signe Schulz Terp-Nielsen |
| Mixed        | Jesper Toft Clara Graversen     | Marcus Rindshøj Alexandra Bøje        | Rasmus Prasz Espersen Amalie Cecilie Kudsk     |
| Mixed        | Jesper Toft Clara Graversen     | Marcus Rindshøj Alexandra Bøje        | Daniel Lundgaard Amalie Magelund               |